# Ruelle
Ruelle, pseudonimo di Margaret Eckford, detta Maggie (Starkville, 21 novembre 1985), è una cantante statunitense di genere elettropop. I suoi brani sono molto utilizzati in alcune serie televisive e in alcune colonne sonore come Dynasties con il brano, Game of Survival, Shadowhunters, con il brano, This Is the Hunt, eThe Shannara Chronicles, con il brano, Until We Go Down.

## Primi anni e istruzione
Secondogenita di tre sorelle, Margaret Eckford è cresciuta a Hattiesburg, Mississippi, frequentando un liceo cristiano. Successivamente, si trasferisce per un certo tempo in Australia e frequenta il conservatorio di Sydney per poi ritornare negli Stati Uniti per stabilire la sua carriera professionale a Nashville, Tennessee. Margaret Eckford ha adottato la parola di derivazione francese, Ruelle, come nome d'arte, perché le piaceva il modo in cui il termine emanava un senso di oscurità e mistero e come avesse molteplici significati, tra cui camera e lupo.

## Musica
Sebbene Nashville sia meglio conosciuta per la sua musica country e rock-and-roll, i primi due album di Margaret, For What It's Worth del 2010 e Show and Tell del 2012, di genere indie pop, sono stati rilasciati con il suo nome di nascita. Ha poi adottato il nome Ruelle per rappresentare un cambiamento nel genere spostandosi verso l'elettropop con uno stile dark e cinematografico come negli EP, Up in Flames del 2015, Madness del 2016, e Rival del 2017.
Fu come colonna sonora di uno spot televisivo giapponese la prima apparizione di una sua canzone. Oltre alle citate sigle per Shadowhunters e The Shannara Chronicles, altre suoi braini sono apparsi in numerose serie televisive come, Arrow,  Dancing with the Stars, The Challenge XXX: Dirty 30, Cloak & Dagger, Eyewitness, Famous in Love, Grey's Anatomy, Guilt, Le regole del delitto perfetto, The Leftovers - Svaniti nel nulla, The Originals, Pretty Little Liars, Quantico, Reckless, Reign, Revenge, Riverdale, Scream, Sleepy Hollow, So You Think You Can Dance, Teen Wolf, Titans, The Vampire Diaries, The Walking Dead, e Wynonna Earp.
Inoltre alcune canzoni sono state introdotte sia nei trailer sia come colonna sonora in film come The Loft , Bad Moms-Mamme molto cattive , Prima di domani, Free State of Jones, e Le spie della porta accanto. Il brano, Game of Survival,  fa' da sfondo a trailer per la serie tv Tredici e il videogioco Gears 5.
Il singolo The World We Made è stato inserito nella colonna sonora del film The Old Guard (film 2020).
Nel luglio 2018, all'uscita del trailer della serie Titans della DC Universe, la cantante presenta tre delle sue canzoni: Madness, Monsters e Revolution. Ha anche pubblicato la canzone, Take it all, utilizzandola come trailer per la produzione locale della Emmerdale, trasmessa dall ITV Yorkshire e per celebrare il ritorno di Villainess Kim Tate. Ruelle ha collaborato con il produttore, per la parte vocale della canzone, Bringing Me Down.
Billboard ha premiato la canzone, I Get to Love You, riconoscendola come il brano più performante, in quanto ha raggiunto la 15ª posizione nella classifica delle Top 50 canzoni virali stilata da Spotify.
Ruelle compare nella canzone, 10 Feet Down, del rapper, NF, facente parte dell'album, Perception, giunto nel primo posto nel 2017 nella classifica di Billboard Top 200. Nel gennaio 2019, attraverso una collaborazione della cantante con Unsecret, il brano, Wake Up World viene utilizzato per produrre il primo teaser trailer della serie tv, The Spanish Princess.

## Discografia

### Come Maggie Eckford
- 2010 – For What It's Worth
- 2012 – Show and Tell
- 2015 – Everything Is Lost

### Come Ruelle
- 2015 – Tell Me How To Feel
- 2014 – Up in Flames
- 2015 – Deep End
- 2015 – Monsters
- 2016 – This is the Hunt
- 2016 – Madness
- 2016 – Bad Dream
- 2016 – Live Like Legends
- 2016 – I Get To Love You
- 2016 – Gotta Love It
- 2017 – Game of Survival
- 2017 – Rival
- 2017 – Invincible
- 2018 – Emerge
- 2018 – Empires
- 2018 – The Downfall
- 2018 – Slip away
- 2015 – War of hearts
- 2017 – The other side
- 2020 – Exodus
- 2019 – Earth Glow

### Collaborazioni
- 2016 – Walk through the Fire – Zayde Wolf feat. Ruelle
- 2017 – 10 Feet Down – NF feat. Ruelle
- 2018 - Carry You - Fleurie feat. Ruelle
- 2018 – Revolution – UNSECRET feat. Ruelle
- 2019 – Lesley – Dave feat. Ruelle